# 41. gardna strelska divizija (ZSSR)
Za druge 41. divizije glejte 41. divizija.
41. gardna strelska divizija je bila gardna strelska divizija v sestavi Rdeče armade med drugo svetovno vojno.

## Zgodovina
Divizija je bila ustanovljena avgusta 1942 z reorganizacijo ostankov 6. zračnoprevoznega korpusa. 
Med drugo svetovno vojno je sodelovala v bitki za Stalingrad.

## Organizacija
- štab
- 122. gardni strelski polk
- 124. gardni strelski polk
- 126. gardni strelski polk
- 80. gardni artilerijski polk

## Poveljstvo
Poveljniki
- generalmajor Nikolaj Petrovič Ivanov (1942-1943)